# Adelius nigripectus
Adelius nigripectus är en stekelart som beskrevs av Muesebeck 1922. Adelius nigripectus ingår i släktet Adelius och familjen bracksteklar. Inga underarter finns listade i Catalogue of Life.